# Żandos Ismaiłow
Żandos Ismaiłow (ros. Жандос Исмаилов; ur. 29 grudnia 1994) – kazachski zapaśnik walczący w stylu wolnym. Zajął ósme miejsce na igrzyskach azjatyckich w 2018. Wicemistrz igrzysk Solidarności Islamskiej w 2017. Brązowy medalista mistrzostw Azji w 2018 roku.
Absolwent Zhetysu State University w Tałdykorganie.